# Rete ferroviaria della Puglia
La rete ferroviaria della Puglia è formata da linee in carico ai gestori dell'infrastruttura Rete Ferroviaria Italiana e Ferrovie del Sud Est, in maniera minore a Ferrovie Appulo Lucane, Ferrovie del Gargano e Ferrotramviaria.

## Caratteristiche rete e linee RFI
1300 km di linee di cui:
- 237 km di linee fondamentali;
- 610 km di linee complementari;
- 453 km di linee a doppio binario;
- 394 km di linee a binario unico;
- 612 km di linee elettrificate;
- 235 km di linee non elettrificate.

Tutta la rete ferroviaria è coperta da uno o più sistemi di sicurezza, i principali sono:
- 723 km sono protetti dal Sistema di Comando e Controllo (SCC) e dal Comando Centralizzato del Traffico (CTC).
- 750 km sono coperti dal Sistema di controllo della marcia del treno (SCMT)[1]

Tutte le stazioni principali della Puglia sono importanti snodi ferroviari:
- A Bari con la linea Adriatica, Bari-Bitritto, Bari-Taranto RFI, Bari-Taranto FSE, Bari-Matera e Bari-Barletta;
- A Taranto con la linea Jonica, Bari-Taranto RFI, Bari-Taranto FSE e Taranto-Brindisi;
- A Foggia con la linea Adriatica, Napoli-Foggia, Foggia-Manfredonia e Foggia-Lucera;
- A Lecce con la linea Adriatica, Martina Franca-Lecce e Lecce-Gallipoli.
- A Barletta con la linea Adriatica, Barletta-Spinazzola e Bari-Barletta.
- A Brindisi con la linea Adriatica e Taranto-Brindisi;

La stazione di Bari Centrale è la più frequentata della regione, con un numero di viaggiatori medi giornalieri compreso tra i 20 000 e i 45 000 (al 2023, secondo i dati di Rete Ferroviaria Italiana). Nel resto d'Italia, solo sei stazioni (Milano Centrale, Venezia Santa Lucia, Bologna Centrale, Firenze Santa Maria Novella, Roma Termini e Napoli Centrale) si collocano in una fascia superiore, con oltre 45 000 viaggiatori al giorno.
Le linee gestite da Rete Ferroviaria Italiana in Puglia sono suddivise in:

### Fondamentali
- Ferrovia Adriatica: linea elettrificata, binario doppio, eccetto il tratto Termoli - PM Ripalta a binario singolo in corso di raddoppio.

### Complementari
- Ferrovia Bari-Taranto: linea elettrificata, binario doppio;
- Ferrovia Taranto-Brindisi: linea elettrificata, binario singolo;
- Ferrovia Bari-Bitritto: linea elettrificata, binario singolo;
- Ferrovia Jonica: linea elettrificata nel tratto pugliese, binario singolo;
- Ferrovia Foggia-Potenza: linea in corso di elettrificazione, binario singolo;
- Ferrovia Foggia-Manfredonia: linea non elettrificata, binario singolo;
- Ferrovia Barletta-Spinazzola: linea non elettrificata, binario singolo;
- Ferrovia Rocchetta Sant'Antonio-Gioia del Colle: linea non elettrificata, binario singolo.

## Caratteristiche rete e linee FSE
474 km di linee di cui:
- 18 km di linee a doppio binario;
- 456 km di linee a binario unico;
- 81 km di linee elettrificate;
- 393 km di linee non elettrificate.

Tutta la rete ferroviaria è coperta dal Blocco Conta Assi (BCA), altri sistemi principali in affiancamento al BCA sono:
- 47 km sono coperti dal Sistema di controllo della marcia del treno (SCMT)
- 0 km sono coperti dal sistema ETCS/ERTMS.[3]

Come per Rete Ferroviaria Italiana, condividendo la stazione, la stazione di Bari Centrale è la più frequentata della rete, con un numero di viaggiatori medi giornalieri compreso tra i 20 000 e i 45 000 (al 2023, secondo i dati di Rete Ferroviaria Italiana).
Le linee gestite da Ferrovie del Sud Est sono:
- Ferrovia Bari-Taranto - linea 1: linea elettrificata nei tratti Bari Centrale-Mungivacca e Putignano-Martina Franca ed in corso di elettrificazione sui restanti tratti, binario doppio da Bari Centrale a Rutigliano e singolo sulla restante tratta;
- Ferrovia Mungivacca-Putignano - linea 1 bis: linea elettrificata, binario singolo;
- Ferrovia Martina Franca-Lecce - linea 2: linea in corso di elettrificazione, binario singolo;
- Ferrovia Novoli-Gagliano del Capo - linea 3: linea non elettrificata, binario singolo;
- Ferrovia Casarano-Gallipoli - linea 4: linea non elettrificata, binario singolo;
- Ferrovia Lecce-Gallipoli - linea 5: linea in corso di elettrificazione tra Lecce e Zollino, binario singolo;
- Ferrovia Zollino-Gagliano del Capo - linea 6: linea in corso di elettrificazione, binario singolo;
- Ferrovia Maglie-Otranto - linea 7: linea in corso di elettrificazione, binario singolo.[4]

## Caratteristiche rete e linee FAL
184 km di linee a scartamento ridotto di cui:
- 184 km di linee a binario unico;
- 184 km di linee non elettrificate;

Tutta la rete ferroviaria è coperta dal Blocco Conta Assi (BCA) e circa 100 km sono coperti dal Sistema di supporto alla Condotta (SSC).
Le linee gestite da Ferrovie Appulo Lucane sono:
- Bari-Matera: linea non elettrificata, binario singolo.
- Altamura-Avigliano Lucania-Potenza: linea non elettrificata, binario singolo.

## Caratteristiche rete e linee FdG
93 km di linee di cui:
- 93 km di linee a binario unico;
- 93 km di linee elettrificate.

Tutta la rete ferroviaria è coperta dal Blocco Conta Assi (BCA) e dal Sistema di controllo della marcia del treno (SCMT).
Le linee gestite da Ferrovie del Gargano sono:
- Ferrovia San Severo-Peschici: linea elettrificata, binario singolo.
- Ferrovia Foggia-Lucera: linea elettrificata, binario singolo.[5]

## Caratteristiche rete e linee FT
83 km di linee di cui:
- 83 km di linee a binario doppio;
- 83 km di linee elettrificate.

Tutta la rete ferroviaria è coperta dal Blocco Conta Assi (BCA) e dal Sistema di controllo della marcia del treno (SCMT).
Le linee gestite da Ferrotramviaria sono:
- ferrovia Bari-Barletta: linea elettrificata, binario doppio;

- ferrovia Bari-San Paolo: linea elettrificata, binario doppio.[6]